# Óscar Augusto Múnera Ochoa
Óscar Augusto Múnera Ochoa (* 27. Mai 1962 in San Pedro de los Milagros, Departamento de Antioquia) ist ein kolumbianischer römisch-katholischer Geistlicher und emeritierter Apostolischer Vikar von Tierradentro.

## Leben
Óscar Augusto Múnera Ochoa trat empfing am 22. November 1988 die Priesterweihe für das Bistum Santa Rosa de Osos.
Am 5. Juni 2015 ernannte ihn Papst Franziskus zum Titularbischof von Corniculana und zum Apostolischen Vikar von Tierradentro. Die Bischofsweihe spendete ihm der Bischof von Santa Rosa de Osos, Jorge Alberto Ossa Soto, am 10. Juli desselben Jahres. Mitkonsekratoren waren der Apostolische Nuntius in Kolumbien, Erzbischof Ettore Balestrero, und der Erzbischof von Medellín, Ricardo Tobón. Die Amtseinführung in Tierradentro fand neun Tage später statt.
Am 20. Juli 2024 nahm Papst Franziskus seinen vorzeitigen Rücktritt an.